# Amal Tiznit
Union Sportif Amal Tiznit (arab. ‏إتحاد أمل تزنيت‎) – marokański klub piłkarski z siedzibą w Tiznicie. W sezonie 2020/2021 gra w GNFA 2 (czwarta liga).

## Opis
Klub został założony w 1948 roku. Grał w dwóch sezonach GNFA 1 (trzeciej dywizji) – 2015/2016 (3. miejsce w grupie) i 2016/2017 (15. miejsce i spadek). Zespół grał także w pucharze kraju, najdalej zaszedł do 2. rundy. Zespół gra na Stade El Massira, który może pomieścić 4000 widzów.